# Svilengrad
Svilengrad (în bulgară Свиленград) este un oraș în Obștina Svilengrad, Regiunea Haskovo, Bulgaria, la poalele munților Rodopi, la est de valea râului Marița.

## Demografie
Componența etnică a orașului Svilengrad
     Bulgari (82,18%)
     Romi (8,41%)
     Nicio identificare (8,65%)
     Altele (1,05%)
La recensământul din 2011, populația orașului Svilengrad era de 18.115 locuitori. Din punct de vedere etnic, majoritatea locuitorilor (82,18%) erau bulgari, cu o minoritate de romi (8,41%). Pentru 8,65% din locuitori nu este cunoscută apartenența etnică.